# Estadio Benito Villamarín
Estadio Benito Villamarín er et fodboldstadion i Sevilla med plads til 60.720 tilskuere. Estadio Benito Villamarín udgør hjemmebanen for den andalusiske fodboldklub Real Betis. 
Estadio Benito Villamarín stod færdigbygget for første gang i 1929. Siden er det blevet udbygget i henholdsvis 1982 samt 2000 samt i 2018. Udbygningen i 1982 skete i forbindelse med Spaniens værtsskab for afholdelsen af verdensmesterskaberne i fodbold.  
Først blev stadionet kaldt Benito Villamarín. På typisk spansk manér var det opkaldt efter en af klubbens første præsidenter. Det oprindelige stadions arkitekt er Antonio González Cordón. 
I år 2000 besluttede klubbens daværende ejer at foretage en udvidende ombygning af Real Betis' stadion, hvorefter han lod det opkalde efter sig, Manuel Ruiz de Lopera. 
Af uklarlagte økonomiske årsager besluttede Lopera undervejs at afbryde konstruktionen af det nye stadion. Dermed havde han efterladt een af stadionets gamle sektioner uberørt. Under en pressekonference den 8. september 2006 proklamerede Betis' klubejer dog, at han under alle omstændigheder ville lade stadionets pågældende sektion nedrive med henblik på en yderligere udvidelse af dette. Intentionen skulle efter sigende være at få Estadio Manuel Ruiz de Lopera til at huse i alt 65.000 til 70.000 tilskuere i fremtiden. I 2018 blev stadion så endelig færdigkonstrueret, således at den sidste endetribune blev opført i tre lag ligesom de andre.
Efter Loperas afgang i 2006 med retssag til følge, besluttede man efter afstemning mellem tusindvis af sæsonkortholdere, at ændre navn tilbage til det oprindelige Benito Villamarín.
37°21′23″N 5°58′54″V / 37.3564°N 5.98161°V